# Paul IV de Constantinople
Paul IV le Jeune fut patriarche de Constantinople du 20 février 780 jusqu'à son retrait le 31 août 784. 

## Carrière
Après la mort de son prédécesseur Nicétas Ier (6 février 780), il est choisi par l'empereur Léon IV le Khazar. Natif de Salamine de Chypre, il n'a que le grade de lecteur dans le clergé et semble avoir été choisi par l'empereur pour lui être soumis. Pendant la cérémonie de son investiture, sans doute au palais de la Magnaure, le 20 février, Léon IV exige de lui, avant de lui remettre les insignes de sa charge, qu'il signe une promesse écrite de rester fidèle à l'iconoclasme, devenu doctrine officielle depuis le concile de Hiéreia. Léon, jusqu'alors très modéré sur cette question, semble avoir à cette époque voulu renouer avec la politique religieuse de Constantin V. Mais il meurt brusquement le 8 septembre suivant, laissant la place, comme régente, à sa femme Irène, iconodoule fervente.
Paul IV est considéré positivement par la tradition orthodoxe, et il a d'ailleurs été canonisé. Il est vu comme l'un des instigateurs de la restauration du culte des images. On rapporte, peut-être à cause de son origine chypriote, que c'est lui qui aurait reconnu le premier l'inauthenticité des écrits iconoclastes attribués à Épiphane de Salamine qui furent utilisés comme arguments par le concile de Hiéreia. Il aurait également mal vécu l'isolement de l'Église de Constantinople, les quatre autres patriarcats rejetant tous l'iconoclasme, et aurait le premier lancé l'idée d'un nouveau concile œcuménique. Mais il se sentait paraît-il lié par la promesse qu'il avait signée, inconsidérément, avait-il fini par penser, à son avènement.
Le 31 août 784, on apprit à Constantinople que le patriarche, qu'on savait malade et fatigué, s'était enfui la nuit précédente de son palais, sans prévenir personne ; abandonnant les insignes de sa charge, il s'était réfugié au monastère de Floros, à huit kilomètres au nord de la Corne d'Or, sur la rive européenne du Bosphore, décidé à n'en plus sortir. L'impératrice Irène, furieuse d'avoir été tenue dans l'ignorance, et décidée à ramener le patriarche, partit le jour même pour le monastère avec son fils l'empereur et une petite escorte. Le long entretien qu'ils eurent ne décida pas le prélat devenu moine à revenir. Les jours suivants, nombre de hauts dignitaires du Palais, d'évêques de passage dans la capitale, de familiers du patriarche se relayèrent au monastère pour joindre leurs instances à celles de l'impératrice. Rien n'y fit. Selon Ignace le Diacre (Vie de Taraise), Paul aurait répondu à Irène et à son fils : « Plût à Dieu que je n'eusse jamais été évêque. Pour être tombé dans les pièges de l'erreur iconoclaste, j'ai lieu de redouter l'anathème des autres sièges apostoliques, de Rome, d'Alexandrie, d'Antioche et de Jérusalem. Si je meurs évêque, j'ai lieu de craindre d'être réprouvé par Dieu au dernier jour. » Et c'est Paul lui-même qui aurait dit à l'impératrice que le protasekretis Taraise, bien que simple laïc, était le mieux à même de prendre sa succession.
Le siège du vieillard malade se poursuivit pendant quatre mois. Irène attendit sa mort, en décembre, pour organiser l'élection de Taraise. « Vous savez, frères, ce qu'a fait le patriarche Paul. Nous n'aurions jamais supporté qu'il renonce de son vivant au trône sacerdotal, même ayant pris l'habit monastique », lui fait dire le chroniqueur Théophane pendant l'assemblée électorale.
Paul IV est considéré comme un saint par l'Église orthodoxe, et sa fête est le 30 août. 